# Torrenieri
Torrenieri ist ein Ortsteil (Fraktion, italienisch frazione) von Montalcino in der Provinz Siena, Region Toskana in Italien.

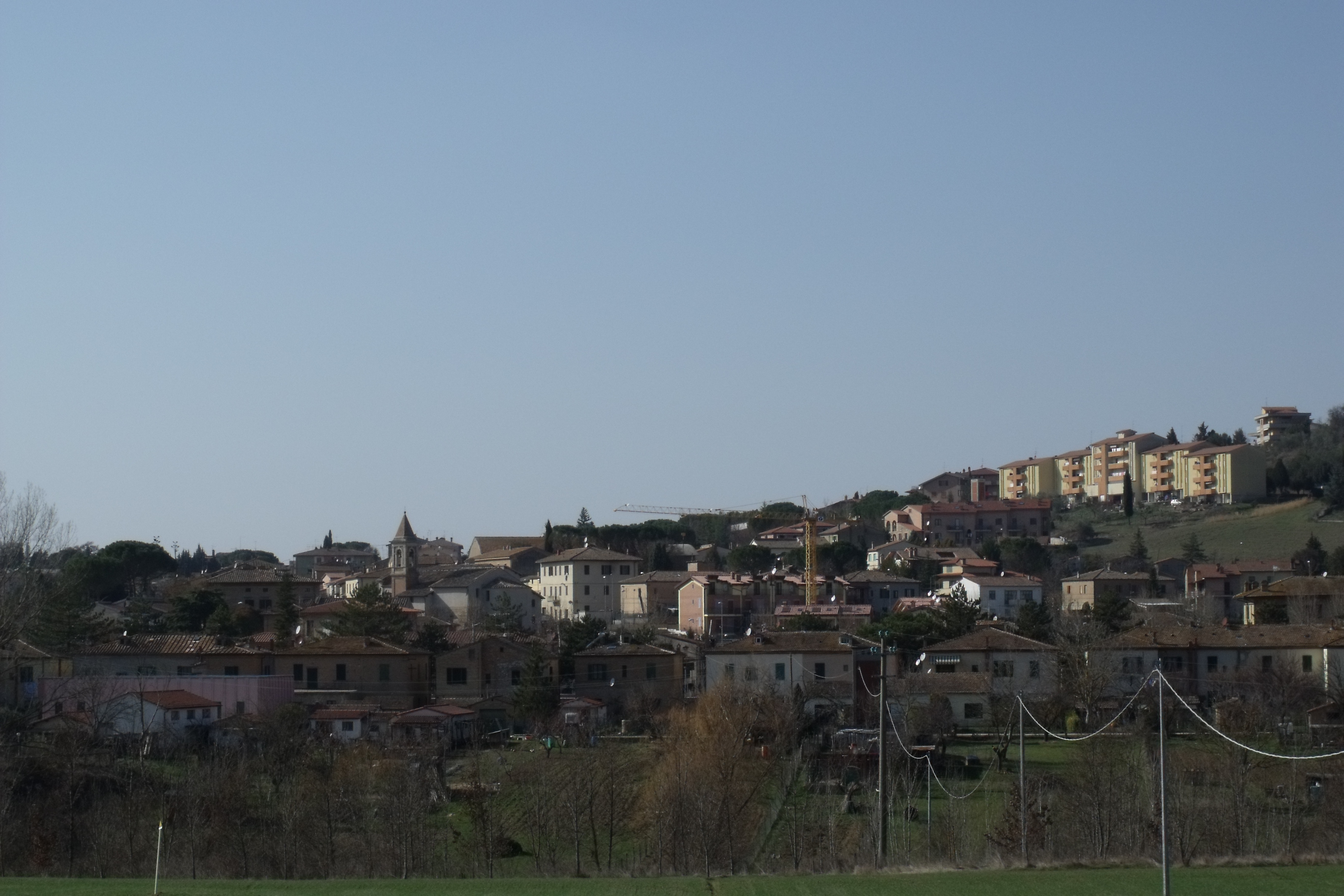
Panorama von Torrenieri

## Geografie
Der Ort liegt 5,6 km nordöstlich des Hauptortes Montalcino, 31 km südwestlich der Provinzhauptstadt Siena und 80 km südlich der Regionshauptstadt Florenz. Der Ort liegt an der Via Francigena und am Fluss Asso in der Landschaft Val d’Orcia und Val d’Asso bei 258 m. 2017 hatte Torrenieri 1342 Einwohner.

## Geschichte
Der Name nimmt entweder Bezug auf den lokalen Herrscher Ranieri de’ Signori di San Quirico aus dem benachbarten San Quirico d’Orcia oder auf die italienische Bezeichnung Torre Nera (schwarzer Turm), der durch einen Brand entstanden sein könnte. Bekannt wurde der Ort unter dem Namen Turreiner durch Sigerich der Ernste, der den Ort in seinem Manuskript zur Via Francigena erwähnte. Im 10. Jahrhundert gab es eine Burg am rechten Ufer des Asso, von der heute noch wenige Teile zu sehen sind. Die Stadtmauer mit den zwei Toren (eins Richtung Siena, eins Richtung Rom) entstand zwischen dem 10. und 12. Jahrhundert. Im Jahr 1235 wurde der Ort durch Orvieto eingenommen und in Brand gesteckt. Grenzstreitigkeiten mit Montalcino erforderten 1295 ein Eingreifen Sienas, die von 1384 bis 1408 die Befestigungsanlagen erheblich ausbauten. Im Seneser-Florentiner Konflikt wurde der Ort 1552 von Florenz eingenommen, drei Jahre bevor auch Siena aufgab. Bis 1777 war der Ort eigenständige Gemeinde, dann kam er durch die Gebietsreform Riforma Leopoldina von Leopold II. als Ortsteil zu Montalcino.

## Sehenswürdigkeiten

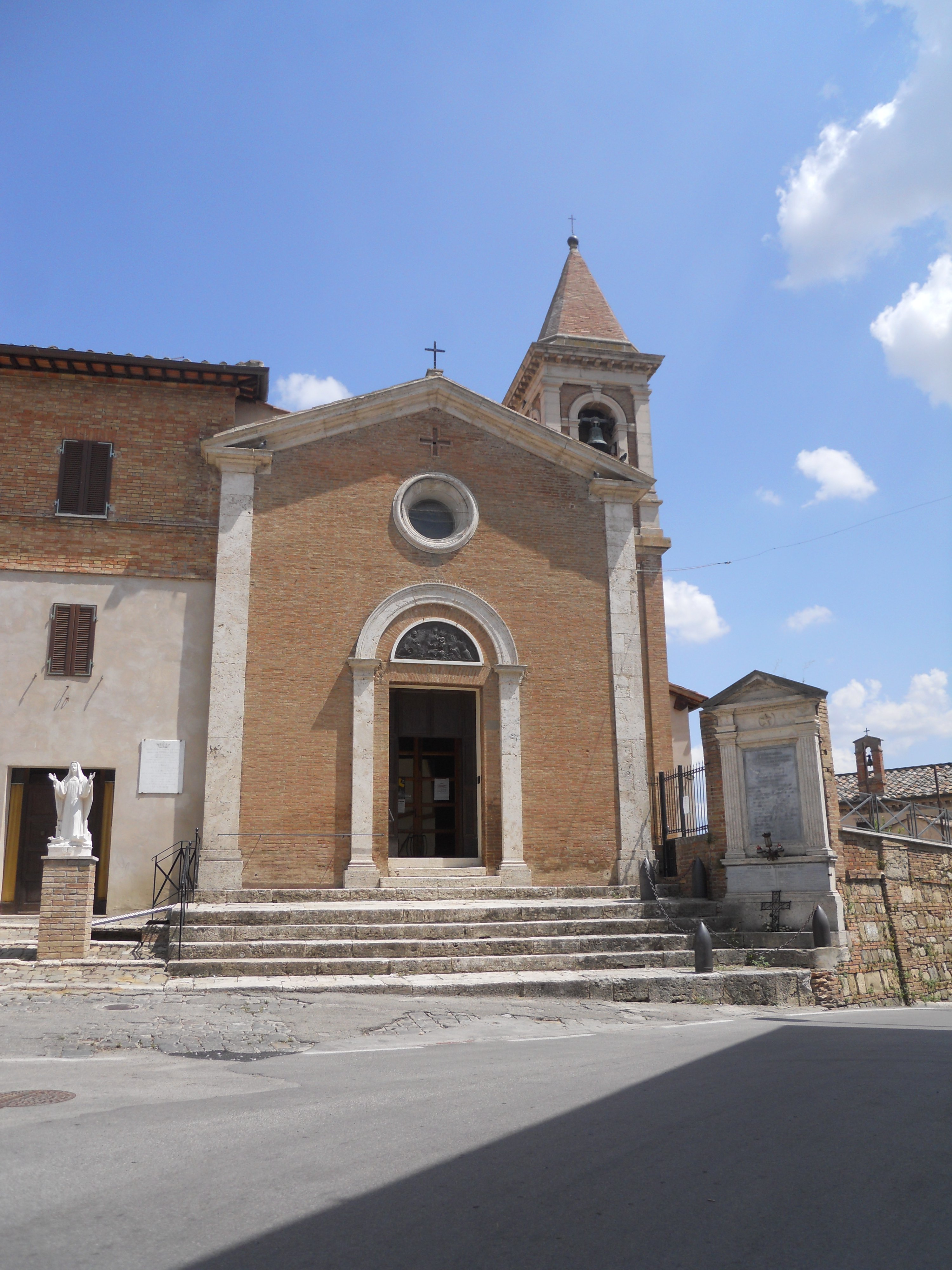
Die Kirche Santa Maria Maddalena

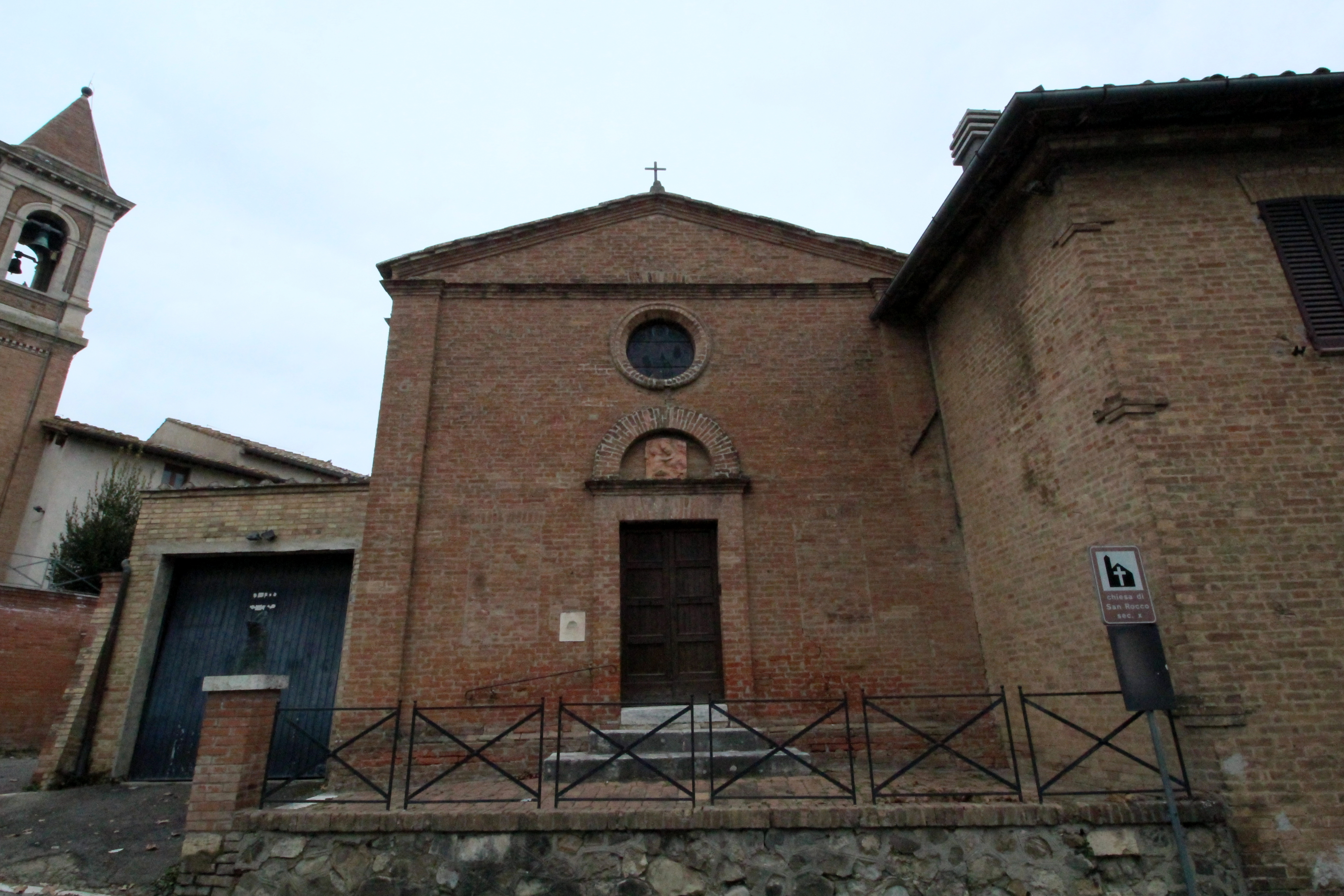
Oratorio della Compagnia di San Rocco

- Chiesa di Santa Maria Maddalena, Kirche, enthält von Domenico di Niccolò dei Cori die Holzstatue Madonna col Bambino in trono[5]. In einem Dokument von 1216 bestätigte Papst Honorius III. die Zugehörigkeit der Kirche zur Abtei Sant’Antimo.[1]
- Chiesa di San Rocco, auch Oratorio della Compagnia di San Rocco, Kirche im Ortskern, die um 1500 errichtet wurde.[3]
- Monastero di San Piero ad Asso, Klosterruine, entstand im 8. Jahrhundert. Steine der Ruine wurden später bei dem Bau des Dom von Montalcino verwendet[6]

## Torrenieri in der Literatur
Der Ort wird von Giovanni Boccaccio im Decamerone (Neunter Tag, vierte Geschichte) erwähnt.
Deh, perché non mi vuo’tu migliorar que’tre soldi? Non credi tu che io te li possa ancor servire? Deh, fallo, se ti cal di me: per che hai tu questa fretta? Noi giugnerem bene ancora stasera a Torrenieri. Fa truova la borsa: sappi che io potrei cercar tutta Siena, e non ve ne troverre’uno che così mi stesse ben come questo; e a dire che io il lasciassi a costui per trentotto soldi! Egli vale ancor quaranta o più, sì che tu mi piggiorresti in due modi. L’Angiulier, di gravissimo dolor punto, veggendosi rubare da costui e ora tenersi a parole, senza più rispondergli, voltata la testa del pallafreno, prese il cammin verso Torrenieri.

## Verkehr
- Der Ort liegt an der historischen Via Francigena und der Via Cassia (heute als Staatsstraße SS 2).
- Der am Ortskern gelegene Bahnhof Torrenieri-Montalcino befindet sich an der Bahnstrecke Asciano-Monte Antico und war von 1865 bis 1994 aktiv.